# Un feu d'artifice improvisé
Un feu d'artifice improvisé és un curtmetratge mut francès del 1905 dirigit per Georges Méliès. Va ser venut per la Star Film Company de Méliès i està numerat del 753 al 755 als seus catàlegs.

## Trama
Un borratxo ancià i esquinçat ensopega per un carrer davant d'una botiga de focs artificials. Fa una passada caòtica a un transeünt, que el rebutja, i s'enfonsa en un estupor borratxo. Passen un grup de joves esvalotadors, veuen el borratxo i tramanen un pla. Trencant les portes de la pirotècnia, envolten el borratxo amb aparells pirotècnics i el deixen començar a disparar. El borratxo es desperta, desconcertat pels focs artificials, i comença a córrer abans de desaparèixer en un esclat de fum. Els joves esvalotadors es riuen de la seva broma.

## Producció
La pel·lícula va començar a produir-se després que el fill de Méliès, André Méliès, aleshores de quatre anys, li expliqués un somni que havia tingut, en què els bromistes posaven focs artificials al voltant d'un borratxo adormit. Méliès interpreta el borratxo en aquesta versió cinematogràfica. del somni del seu fill, que utilitza pirotècnia i escamoteigs per als seus efectes especials.